# Sceloporus
Sceloporus és un gènere de sauròpsids escatosos de la família Phrynosomatidae coneguts com a 'sargantanes espinoses. El seu principal característica és posseir escates carenades en la part dorsal.
Són d'hàbits diürns i la seva alimentació és principalment insectívora. Són comuns als Estats Units i Mèxic, encara que es distribueixen des del Canadà fins a Centreamèrica.

## Taxonomia
El gènere Sceloporus conté 106 espècies:
- Sceloporus acanthinus Bocourt, 1873
- Sceloporus adleri Smith & Savitzky, 1974
- Sceloporus aeneus Wiegmann, 1828
- Sceloporus albiventris Smith, 1939
- Sceloporus anahuacus Lara-Góngora, 1983
- Sceloporus angustus (Dickerson, 1919)
- Sceloporus arenicolus Degenhardt & Jones, 1972
- Sceloporus asper Boulenger, 1897
- Sceloporus aurantius Grummer & Bryson, 2014

- Sceloporus aureolus Smith, 1942
- Sceloporus becki Van Denburgh, 1905
- Sceloporus bicanthalis Smith, 1937
- Sceloporus bimaculosus Phelan & Brattstrom, 1955

- Sceloporus brownorum Smith et al., 1997

- Sceloporus bulleri Boulenger, 1894
- Sceloporus caeruleus Smith, 1936
- Sceloporus carinatus Smith, 1936
- Sceloporus cautus Smith, 1938
- Sceloporus chaneyi Liner & Dixon, 1992
- Sceloporus chrysostictus Cope, 1866
- Sceloporus clarkii Baird & Girard, 1852
- Sceloporus consobrinus Baird & Girard, 1853
- Sceloporus couchii Baird, 1859
- Sceloporus cowlesi Lowe & Norris, 1956
- Sceloporus cozumelae Jones, 1927
- Sceloporus cryptus Smith & Lynch, 1967
- Sceloporus cupreus Bocourt, 1873
- Sceloporus cyanogenys Cope, 1885
- Sceloporus cyanostictus Axtell & Axtell, 1971

- Sceloporus druckercolini Perez & Saldana, 2008

- Sceloporus dugesii Bocourt, 1873

- Sceloporus edbelli Smith et al. 2003
- Sceloporus edwardtaylori Smith, 1936

- Sceloporus esperanzae McCranie, 2018
- Sceloporus exsul Dixon et al., 1972

- Sceloporus formosus Wiegmann, 1834

- Sceloporus gadoviae Boulenger, 1905
- Sceloporus gadsdeni Castañeda et.al., 2017
- Sceloporus goldmani Smith, 1937
- Sceloporus graciosus Baird & Girard, 1852
- Sceloporus grammicus Wiegmann, 1828
- Sceloporus grandaevus (Dickerson, 1919)
- Sceloporus halli Dasmann & Smith, 1974

- Sceloporus heterolepis Boulenger, 1894

- Sceloporus hondurensis Mccranie, 2018
- Sceloporus horridus Wiegmann, 1834
- Sceloporus hunsakeri Hall & Smith, 1979
- Sceloporus insignis Webb, 1967
- Sceloporus internasalis Smith & Bumzahem, 1955
- Sceloporus jalapae Günther, 1890
- Sceloporus jarrovii Cope, 1875
- Sceloporus lemosespinali Lara-Góngora, 2004
- Sceloporus licki Van Denburgh, 1895
- Sceloporus lineatulus Dickerson, 1919
- Sceloporus lunae Bocourt, 1873
- Sceloporus lundelli Smith, 1939

- Sceloporus macdougalli Smith & Bumzahem, 1953

- Sceloporus maculosus Smith, 1934
- Sceloporus magister Hallowell, 1854
- Sceloporus malachiticus Cope, 1864
- Sceloporus megalepidurus Smith, 1934
- Sceloporus melanorhinus Bocourt, 1876
- Sceloporus merriami Stejneger, 1904
- Sceloporus minor Cope, 1885
- Sceloporus mucronatus Cope, 1885
- Sceloporus nelsoni Cochran, 1923

- Sceloporus oberon Smith & Brown, 1941
- Sceloporus occidentalis Baird & Girard, 1852

- Sceloporus ochoterenae Smith, 1934
- Sceloporus olivaceus Smith, 1934
- Sceloporus omiltemanus Günther, 1890
- Sceloporus orcutti Stejneger, 1893
- Sceloporus ornatus Baird, 1859

- Sceloporus palaciosi Lara-Góngora, 1983

- Sceloporus parvus Smith, 1934
- Sceloporus poinsettii Baird & Girard, 1852
- Sceloporus pyrocephalus Cope, 1864

- Sceloporus salvini Günther, 1890

- Sceloporus samcolemani Smith & Hall, 1974
- Sceloporus scalaris Wiegmann, 1828

- Sceloporus schmidti Jones, 1927

- Sceloporus serrifer Cope, 1866

- Sceloporus shannonorum Langebartel, 1959
- Sceloporus siniferus Cope, 1870
- Sceloporus slevini Smith, 1937
- Sceloporus smaragdinus Bocourt, 1873
- Sceloporus smithi Hartweg & Oliver, 1937
- Sceloporus spinosus Wiegmann, 1828
- Sceloporus squamosus Bocourt, 1874
- Sceloporus stejnegeri Smith, 1942
- Sceloporus subniger Poglayen & Smith, 1958
- Sceloporus subpictus Lynch & Smith, 1965
- Sceloporus sugillatus Smith, 1942

- Sceloporus taeniocnemis Cope, 1885

- Sceloporus tanneri Smith & Larsen, 1975
- Sceloporus teapensis Günther, 1890
- Sceloporus torquatus Wiegmann, 1828
- Sceloporus tristichus (Cope, 1875)

- Sceloporus undulatus (Bosc & Daudin, 1801)

- Sceloporus unicanthalis Smith, 1937

- Sceloporus uniformis Phelan & Brattstrom, 1955

- Sceloporus utiformis Cope, 1864

- Sceloporus variabilis Wiegmann, 1834

- Sceloporus virgatus Smith, 1938
- Sceloporus woodi Stejneger, 1918
- Sceloporus zosteromus Cope, 1863